# Stuart Curtis
Stuart Curtis (Chicago, 19 juli 1954 – Corvallis (Oregon), 6 november 2012) was een Amerikaanse jazzsaxofonist.

## Biografie
Stuart Curtis woonde een tijdje in Europa, waar hij in verschillende bands en orkesten werkte o.a. als begeleider van de musical Cats in Hamburg. In 1984 nam hij op met Michael Moore en Michael Vatcher in Nederland (Available Jelly), als studiomuzikant werkte hij voor popzanger Nik Kershaw (The Riddle). In 1987 werkte hij aan het soundtrackalbum voor de speelfilm The Shatterer. In 1998 verhuisde hij naar Corvallis waar hij de Service Department Manager van Gracewinds Music was. In latere jaren werkte hij fulltime als verpleger in het Regency Albany Nursing Home. Daarnaast leidde hij verschillende bands in Corvallis en omgeving. 

## Overlijden
Suart Curtis overleed in november 2012 op 58-jarige leeftijd aan de gevolgen van een hartaanval.
- Library of Congress Control Number: no98059094
- MusicBrainz: 4d9b3420-9480-435a-9634-ad225a3bd70e
- Virtual International Authority File: 31612228
- WorldCat: E39PBJc3KqRGqmJ9qgFPhBWFKd